# Décembre 2021
Cette page présente les faits marquants du mois de décembre 2021.

## Événements
- 1er décembre :
  - au Mexique, des membres du groupe d'autodéfense Pueblos Unidos s’introduisent par effraction dans la prison de Tula de Allende en utilisant des voitures béliers, qu'ils font par la suite exploser. 9 détenus (dont le chef du groupe José Antonio Maldonado Mejia, surnommé El Michoacano) sont libérés et 2 policiers sont blessés au cours de l'opération[1] ;
  - au Nigéria, au moins 29 personnes, pour la plupart des écoliers, se sont noyées après qu'un bateau surchargé a chaviré dans l'État de Kano[2] ;
  - Affrontements frontaliers entre l'Iran et l'Afghanistan après que des fermiers iraniens ont traversé la frontière entre les deux pays[3].
- 2 décembre : les forces de défense et la police néo-zélandaises se rendent à Honiara, aux Îles Salomon, pour aider à stabiliser le pays et à maintenir la paix après des jours d'émeutes, de pillages et de troubles, qui ont fait trois morts[4].
- 3 décembre :
  - en Afghanistan, le commandeur des croyants Haibatullah Akhundzada publie un décret relatif aux droits des femmes dans lequel il interdit notamment le mariage forcé de ces dernières[5] ;
  - au Mali, au moins 31 personnes sont tuées et 17 autres blessées dans l'attaque par des terroristes présumés d'un véhicule de transport près de Bandiagara dans la région de Mopti, au centre du pays[6].
- 4 décembre :
  - Première élection présidentielle libre et compétitive en Gambie, Adama Barrow est réélu ;
  - éclipse solaire totale, passant sur l'Antarctique occidental.
- 6 décembre : en Birmanie, Aung San Suu Kyi est condamnée à quatre ans de prison par la junte birmane au pouvoir après un coup d'État en février 2021[7].
- 7 décembre :
  - au Burundi, 38 détenus sont tués et 69 autres blessés dans l'incendie de leur prison surpeuplée à Gitega[8] ;
  - en Irak, quatre civils sont tués et quatre autres blessés dans un attentat à la moto piégée perpétré à proximité d'un hôpital de Bassorah[9] ;
  - au Kenya, l'officier de police Benson Imbatu (ancien garde du corps du président Mwai Kibaki[10]) tue 6 personnes (dont sa femme) et en blesse 2 autres avec son arme de service avant de se suicider à Kabete (en)[11] ;
  - au Nigeria, des bandits tendent une embuscade à un bus de passagers dans l'État de Sokoto avant d'y mettre le feu, tuant ainsi une trentaine de personnes dont des femmes et des enfants[12] ;
  - en Syrie, le port de Lattaquié est bombardé par des avions de la force aérienne et spatiale israélienne. Il s'agit de la première frappe israélienne visant spécifiquement des installations civiles depuis le début de la guerre civile dans le pays[13] ;
  - en Ukraine, un minibus percute un camion au niveau du village de Broussyliv (uk) dans l'oblast de Tchernihiv tuant 13 personnes et en blessant 7 autres qui doivent toutes être momentanément hospitalisées[14],[15].
- 8 décembre :
  - en Allemagne, Olaf Scholz est élu chancelier fédéral ;
  - en Inde, le chef d'État-Major de la Défense (en), le général Bipin Rawat, et 12 autres personnes sont tués lorsque leur Mi-17V-5 s’écrase près de Coonoor au Tamil Nadu[16].
- 9 décembre :
  - au Mexique, l'accident d'un semi-remorque sur une route du Chiapas tue une cinquantaine de clandestins originaires d'Amérique centrale voyageant à son bord et en blesse une centaine d'autres[17] ;
  - le Nicaragua met fin à ses relations diplomatiques avec la république de Chine et reconnaît officiellement la république populaire de Chine[18].
- 11 décembre : plusieurs États du Midwest et du Sud des États-Unis sont touchés par une éruption de tornades qui font de nombreuses victimes.
- 12 décembre : référendum sur l'indépendance de la Nouvelle-Calédonie, l'indépendance est rejetée.
- 13 décembre : en Russie, douze personnes sont blessées lorsqu'un adolescent fait exploser un engin explosif dans une école orthodoxe à Serpoukhov, L'agresseur est identifié comme un ancien élève de l'école[réf. nécessaire].
- 14 décembre : explosion d'un camion-citerne à Cap-Haïtien (Haïti), provoque la mort de 60 personnes et en blesse 100 autres.
- 15 décembre : un jet privé Gulfstream GIVSP s'écrase près de Saint-Domingue en République dominicaine, tuant les neuf personnes à bord, dont le producteur de musique portoricain Flow La Movie[19].
- 17 décembre : le typhon Rai provoque de lourds dégâts et plus de 370 morts aux Philippines.
- 18 décembre : référendum à Taïwan.
- 19 décembre :
  - élections législatives à Hong Kong ;
  - élection présidentielle au Chili (2e tour), Gabriel Boric est élu.
- 20 décembre : naufrage au large de Madagascar.
- 23 décembre : au Burkina Faso, le président Roch Marc Christian Kaboré décrète un deuil national de 48 heures après le massacre de 41 personnes dans une attaque attribuée aux groupes djihadistes. Des commerçants sous escorte de supplétifs civils de l’armée sont tombés dans une embuscade, alors qu’ils tentaient de ravitailler la commune de Titao, dont les accès étaient sous le contrôle des groupes armés[20].
- 25 décembre : 
  - le télescope spatial James-Webb est lancé par une fusée Ariane 5 depuis le Centre spatial guyanais.
  - En République démocratique du Congo, un kamikaze se fait exploser dans un restaurant lors des célébrations de Noël à Beni, tuant cinq personnes et en blessant 13 autres[21].
- 28 décembre : en Russie, la Cour suprême ordonne la fermeture de l'ONG Memorial.